# Wielka Synagoga w Paryżu

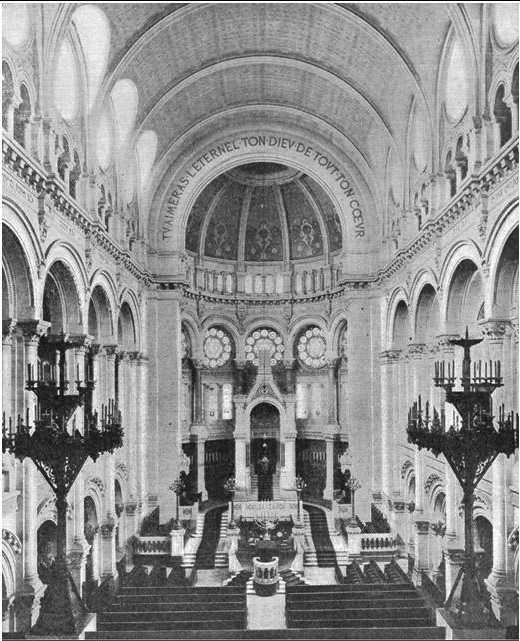
Wnętrze synagogi na początku XX wieku

Wielka Synagoga (fr. Grande synagogue de Paris) – główna synagoga w Paryżu, która znajduje się w 9. dzielnicy, przy ulicy de la Victoire. Synagoga została zbudowana w 1874 roku, w stylu neoromańsko-bizantyjskim, według planów architekta Aldrophe.

## Historia
Budowa synagogi rozpoczęła się w 1867 r. i trwała do 1874, od 1875 r. odbywały się w niej nabożeństwa. Pierwotny plan budowy zakładał wykonanie głównego wejścia do budynku od ulicy Châteaudun, jednak cesarzowa Eugenia sprzeciwiła się umieszczenia synagogi między kościołem Świętej Trójcy a kościołem Notre Dame de Lorette. Budowę, której łączny koszt wyniósł 20 tys. franków, współfinansowało miasto Paryż.
W czasie hitlerowskiej okupacji Francji synagoga kilkakrotnie została zaatakowana: w 1941 r. podłożono w niej bombę, w 1942 r. zostało splądrowane wnętrze budynku, zaś w 1943 r. urządzono obławę na wiernych zgromadzonych w świątyni z okazji święta Rosz ha-Szana. W 1967 r. synagoga została odnowiona.
Synagoga ma 36 metrów wysokości na fasadzie i 28 w nawie oraz 44 metry długości. Jest przeznaczona dla 1410 osób.